# Termas galorromanas de Entrammes

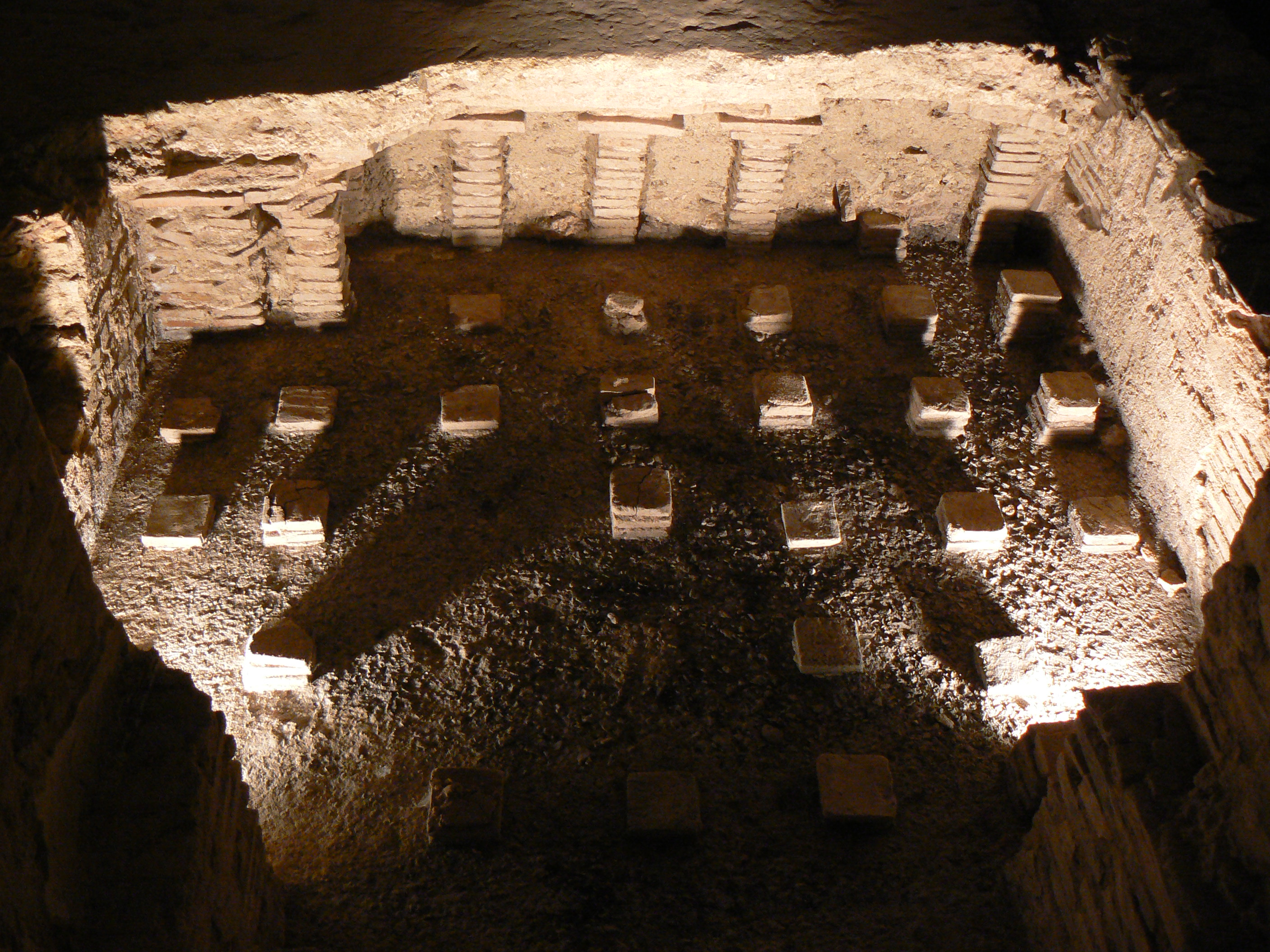
El hipocausto de las Termas

Las termas galorromanas de Entrammes, construidas a partir del s. II d. C., son un complejo de baños termales de la Antigua Roma en Entrammes (Francia). Fueron descubiertas en 1987, durante excavaciones arqueológicas en la iglesia parroquial. Otras excavaciones descrubieron construcciones del siglo V y del siglo VII.
El 1 de septiembre de 1988 la termas fueran clasificadas como monument historique.